# Igor Sypniewski
Igor Sypniewski (Łódź, 10 novembre 1974 – Łódź, 4 novembre 2022) è stato un calciatore polacco, di ruolo attaccante.